# ГЭС Джулиуса Ньерере
ГЭС Джулиуса Ньерере или Плотина ущелья Стиглера — танзанийская гидроэлектростанция мощностью 2,1 ГВт на реке Руфиджи в восточной Танзании. Проект, электростанция и плотина принадлежат и управляются государственной компанией TANESCO.
Правительство одобрило план новой дамбы в 2018 году, строительство началось в 2019 году и было завершено в 2025 году. После завершения строительства ГЭС стала самой мощной электростанцией Танзании с годовым производством 5,92 млрд. кВт⋅ч. Водохранилище гидроузла имеет длину 100 км, площадь 1200 км² и полный объем 34 км³.